# Paradossenus longipes
Paradossenus longipes är en spindelart som först beskrevs av Władysław Taczanowski 1874.  Paradossenus longipes ingår i släktet Paradossenus och familjen Trechaleidae. Inga underarter finns listade i Catalogue of Life.